# 弗留利地区波佐洛
弗留利地区波佐洛（義大利語：Pozzuolo del Friuli）是意大利弗留利-威尼斯朱利亚大区乌迪内省的一个市镇。总面积34.33平方公里，人口6937人，人口密度202.1人/平方公里（2009年）。ISTAT代码为030079。